# Claude Piéplu
Claude Léon Auguste Piéplu, född 9 maj 1923 i Paris, död 24 maj 2006 i samma stad, var en fransk skådespelare.

## Roller i urval
- 1961 – Den vackra amerikanskan
- 1964 – De' defekta brottet
- 1964 – Moralens väktare i S:t Tropez
- 1972 – Borgarklassens diskreta charm
- 1973 – Fan ta' bofinken
- 1974 – Frihetens fantom
- 1974 – Galen till tusen!
- 1975 – En handelsresandes glöd
- 1976 – Calmos
- 1976 – Hyresgästen
- 1976 – Stampa takten, pojkar!
- 1977 – Du är den enda
- 1978 – Le Pion
- 1999 – Asterix och Obelix möter Caesar